# Преципитат (удобрение)
Преципита́т — концентрированное фосфорное удобрение состава CaHPO4•2H2O. Как удобрение обладает следующими преимуществами: высокая концентрация P2O5, хорошая эффективность на всех видах почв и для всех культур, уменьшает кислотность почвы. Есть два сорта преципитата: I-й содержит не менее 31 % P2O5, II-й — 27 % P2O5.

## Свойства
Мало растворим в воде, но хорошо растворим в органических кислотах.

## Получение
- Получается при нейтрализации фосфорной кислоты раствором гидроксида кальция при температуре 50 C°:

H3PO4 + Ca(OH)2 = CaHPO4•2H2O
- Или (также при 50C°):

H3PO4 + CaCO3 + H2O = CaHPO4•2H2O + CO2↑